# Hao Yi
Hao Yi es un deportista chino que compitió en judo. Ganó una medalla de bronce en los Juegos Asiáticos de 1994, en la categoría de –65 kg.

## Palmarés internacional
| Juegos Asiáticos | Juegos Asiáticos  | Juegos Asiáticos  | Juegos Asiáticos |
| Año              | Lugar             | Medalla           | Categoría        |
| ---------------- | ----------------- | ----------------- | ---------------- |
| 1994             | Hiroshima (Japón) | Medalla de bronce | –65 kg           |